# Kolesnîkove, Rokîtne
Kolesnîkove (în ucraineană Колесникове) este un sat în comuna Nastașka din raionul Rokîtne, regiunea Kiev, Ucraina.

## Demografie
Componența lingvistică a localității Kolesnîkove
     Ucraineană (97,99%)
     Rusă (2,01%)
Conform recensământului din 2001, majoritatea populației localității Kolesnîkove era vorbitoare de ucraineană (97,99%), existând în minoritate și vorbitori de rusă (2,01%).